# Collectie Charlie
Collectie Charlie is een Belgische stripreeks uitgegeven door Dargaud. 
De serie is een soort verzamelreeks waar verschillende andere reeksen en one-shots onder vallen. Zo verschenen ‘Ver van hier’ van Enki Bilal, Op zoek naar de tijdvogel van Régis Loisel, Condor van Dominique Rousseau, Steel Angels en Cliff Burton onder deze reeks. De overeenkomst van deze strips is dat zij verschenen in het Franse striptijdschrift Charlie. Er is een gelijksoortige serie Collectie Pilote met strips uit dat Franse tijdschrift.
Er is ook nog een aanvullende reeks Collectie Charlie Plus.